# 地方法人税法
地方法人税法（ちほうほうじんぜいほう、平成26年3月31日法律第11号）は、地方法人税に関する日本の法律である。
法令番号は平成26年法律第11号、2014年（平成26年）3月31日に公布された。所管官庁は、制度の立案に関しては財務省主税局、執行に関しては国税庁である。